# ニュージーズ
ニュージーズ (Newsies ) は、1992年のアメリカ合衆国のミュージカル映画。

## 概要
ウォルト・ディズニー・ピクチャーズのプロデュースにより、振付師ケニー・オルテガの監督デビュー作となった。
1899年、ニューヨークで起こった新聞販売少年たちのストライキを基に、アラン・メンケンおよびJ.A.C.レッドフォード作曲による12曲のオリジナル曲を使用して製作された。クリスチャン・ベール、デイヴィッド・モスコウ、ビル・プルマン、ロバート・デュヴァル、アン＝マーグレットが出演した。映画公開当初は興行収入の面で失敗し、批評の面でも否定的であったが、のちにビデオ化されてカルト的人気を得た。

## あらすじ
1880年代、17歳のジャック"カウボーイ"ケリー(クリスチャン・ベール)は何百ものホームレス、および親がおらずにニューヨークで新聞を売って暮らす子供の1人である。ジャックおよび新聞販売少年(ニュージーズ)仲間はマンハッタン区の路上で新聞『ニューヨーク・ワールド』を売るためにジョーゼフ・ピューリツァーのもとで働いている。毎朝少年たちはニューヨークに繰り出し、修道女から朝食をもらい、新聞販売店に向かう("Carrying the Banner")。ある朝、父親が失業したデイヴィッド"デイヴィ"ジェイコブズ(デイヴィッド・モスコウ)が弟レスと共に新聞販売店にやってきてジャックと出会う。ジャックはデイヴィッドが賢くて話し上手であり、可愛らしいレスは客引きに有利であるとみて、より多くの新聞を売り出来高を上げるためにパートナーを組む。
ジャックは彼らにいかに早く効率的に売るかを教える。デイヴィッドはジャックが見出しを劇的にねつ造することに驚くが、ジャックは悪びれない。路上でジャックがスナイダーと揉めてデイヴィッドとレスと共に逃げ、ジャックの父の友人でありヴォードヴィル・スターのメダ・ラークソン(アン＝マーグレット)が所有および出演するエンターテイメント・ホールであるアーヴィング・ホールに逃げ込む。ホールを出ると路面電車のストライキの暴動を目撃し、デイヴィッドの家に逃げ込むとデイヴィッドの姉妹のサラがおり、ジャックはサラを気に入る。宿泊を辞退し、ジャックはニューメキシコ州サンタフェへの移住の夢を独白する("Santa Fe")。新聞業界の重鎮でライバルであるピューリツァー(ロバート・デュヴァル)とウィリアム・ランドルフ・ハーストはさらなる富および貪欲さを増し、ピューリツァーはハーストに勝とうと翌朝発行の新聞から、販売料金を変えずに卸値を値上げすることを決める。翌朝ニュージーズは、ピューリツァーはすでに莫大な富を得ているのに、自分たちからさらに搾り取ろうとしていることを知りがっかりする。親友となったジャックとデイヴィッドは賃金が減ることを恐れた仲間のニュージーズと共にストライキを起こすことにする("The World Will Know")。
ジャックとレスは個人的にピューリツァーと対決し、他のニュージーズは参加者を増やすために市内の他の区にもストライキのことを知らせる。新聞記者のブライアン・デントン(ビル・プルマン)はこの騒動を聞きつけ、ストライキについて聞き出そうとデイヴィッドに接触する。この時ジャックとレスはピューリツァーの屋敷から追い出される。デントンは少年たちの話に興味を持ち、昼食に連れ出し、ストライキの情報を逐一報告するように語る。ジャック、デイヴィッド、ブーツはブルックリン区のニュージーズの賛同を得ようとスリングショットの名手スポット・コンロン(ゲイブリエル・デイモン)と会う。しかしスポットはマンハッタンのニュージーズの信念に疑念を持 ち、参加を渋る。一旦マンハッタンに戻り、ジャックはニュージーズにこれを伝え、ブルックリンの助けなしでは成功しないとうなだれる。気を取り直して賃金値上げまでストライキを続ける。
デイヴィッドはニュージーズを奮い立たせ("Seize the Day")、自信を高め、卸の新聞販売店を攻撃して抗議のために全ての新聞を引き裂く。松葉杖のクラッチーは逃げ遅れ、卸のデランシー兄弟に捕まる。ジャックとデイヴィッドは救助を誓い、その夜Refugeを覗くとクラッチーはデランシー兄弟から酷く暴行され、もはや自分で歩くことができなくなったことを知り、救助に失敗する。翌朝、ニュージーズ卸から新聞を買っている新入りに販売をやめさせる。デランシー兄弟とその仲間たちの罠にはまって暴動となり、警察が介入したが暴動は激しくなる。ニュージーズが負けそうになった頃、ブルックリンのニュージーズを伴いスポット・コンロンが登場する。共に警察に打ち勝ち、デントンは勝利の集合写真を撮影する。
ニュージーズは近くのレストランで勝利を祝う。デントンはニュージーズが一面に載った新聞を持ってやってきて少年たちはこの記事を見てさらなる夢を思い描く("King of New York")。勝利に乗じてメダのダンス・ホールに再結集することを決める。ピューリツァーはニュージーズの意図を知り、これを法的権限がないにもかかわらずやめさせようとする。ウォーデン・スナイダーが介入してピューリツァーにジャックはRefugeから逃げ出したことを罪に問うことができ、再結集を法的に阻止することができると伝える。スナイダーがRefugeに立ち寄った後、警察はジャックを追い、ジャックは逃亡してデイヴィッドの家の非常階段で一晩過ごす。翌朝、デイヴィッドの姉妹のサラはジャックに気付き、屋上で朝食を共にする。ジャックはサラにサンタフェへ行く夢を語り、自分がいなくなったらどう思うか尋ねる。
再結集が行なわれ("High Times, Hard Times")、うまくいっていたが警察が予告なく割り込み中断する。少年たちは容赦なく殴られ、ジャックを守ろうとするが騒動の後ジャックは捕まってしまう。他のニュージーズはリーダーを失い、逮捕されて裁判にかけられ、全員が彼らにとっては大金の罰金5ドルを課せられる。デントンが介入して全員の罰金を肩代わりする。裁判が進むと、ジャックは身元を偽っていたことが明らかになり、裁判官と友達のスナイダーはジャックの本名はフランシス・サリヴァンで母親は亡くなり、父親は収監されていることを証言する。ジャックは新聞販売所およびピューリツァーの事務所での4年間の奉仕を言い渡される。他のニュージーズはデントンと会い、デントンはストライキの記者から以前就いていた戦地特派員へ異 動させられたことを告げる。ニュージーズは傷心および怒る。ピューリツァーはジャックにスト破りとなるなら金を払うと語る。ピューリツァーはデイヴィッドや他のニュージーズを逮捕すると脅すが、ジャックはこれに屈しない。
ピューリツァー邸の外で、デイヴィッドと他のニュージーズはジャックが出てくるのを待って逃げさせようとするが、ジャックはもし自分が逃げたら他のニュージーズがどうなるかを知っているため彼らから離れる("Santa Fe (Reprise)")。翌日、ジャックはスト破りとして登場し、ニュージーズは怒り暴動を起こす。デランシー兄弟はこの暴動を見てジャックに、ジャックはピューリツァーの監視下にあり、余計なことをするとデイヴィッドに危害が加えられると語る。デランシー兄弟はサラとレスの後をつけ、デイヴィッドはこれに気付いて助けようとするが反撃にあう。ジャックがこれを見つけて、もし彼らに歯向かえば酷い仕打ちが待っていることを知っていたが、デランシー兄弟を撃退した。デランシー兄弟が逃げた後、デイヴィッド、ジャック、サラ、レスはデントンのところへ向かうが、ストライキは思ったほど効果は出ず、町はこの職には子供の労働者を推奨しており、数百いるニュージーズの抗議にはあまり気にされないこ とを知る。
この後、デイヴィッドとジャックはマンハッタンにはニュージーズの職だけでなく、労働組合に入ることが必要であると気付く。これを広めるために、現在ジャックはピューリツァーの地下室に出入り可能なため、ピューリツァーの出版社から自身の新聞を印刷することにする("Once and for All")。ニュージーズはニューヨークで働く子供のために『ニュージーズ・バナー』を発行し、働く子供たちは不当に扱われていることを知ることができ、連携して町の中心部にあるニュージーズと共に活動して職を離れることができる。ジャックとデイヴィッドは、市内でストライキを煽る新聞の発行を禁じた後、最終的にニュージーズの要求をのんだピューリツァーと対峙する。クラッチーや他の少年たちはRefugeから解放され、スナイダーは政府に隠れてRefugeを所有し、そこで虐待を行なっていた罪で逮捕される。デントンはジャックを呼び寄せ、ニューヨーク州知事セオドア・ルーズベルトがストライキのことを聞きつけ、ジャックに感謝していると語る。ルーズベルトはジャックにどこにでも連れていくと 語り、ジャックはサンタフェに向かう駅に連れて行ってほしいと頼む。
友人たちはジャックがいなくなり落胆する。卸に新聞を買いに行くと、ジャックがルーズベルトの馬車で戻ってくる。ルーズベルトはニューヨークでやり残したことがもっとあるのではないかとジャックを説得したのだ。ニュージーズが彼が戻ってきたことを喜んでいるところにサラがやってきて2人はキスをする。ニュージーズが踊る中、スポットはルーズベルトの馬車でブルックリンへ戻る。

## 出演者
※括弧内は日本語吹替（NHK-BS2放送時)
- ジャック・“カウボーイ”・ケリー / フランシス・サリヴァン - クリスチャン・ベール（川島得愛）
- デイヴィッド・ジェイコブズ - デイヴィッド・モスコウ（白鳥哲）
- ブライアン・デントン - ビル・プルマン（寺杣昌紀）
- ジョーゼフ・ピューリツァー - ロバート・デュヴァル（有川博）
- メダ・ラークソン - アン＝マーグレット（一城みゆ希）
- レス・ジェイコブズ - ルーク・エドワーズ （大谷育江）
- サラ・ジェイコブズ - エル・キーツ
- マッシュ・マイヤーズ - アーロン・ロア
- レイストラック・ヒギンズ - マックス・カセラ
- スキタリー - マイケル・A・ゴージャン
- スポット・コンロン - ゲイブリエル・デイモン
- クラッチー - マーティ・ベラフスキー
- メイヤー・ジェイコブズ - ジェフリー・デマン
- エスター・ジェイコブズ - デボラ・リー・ファーネス
- ミスター・スナイダー - ケヴィン・タイ
- ウィーゼル - マイケル・ラーナー
- オスカー・デランシー - ション・グリーンブラット
- モリス・デランシー - デイヴィッド・シャインコフ
- ドン・サイツ - チャールズ・ショフィ
- ジャッジ・モナハン - ウイリアム・ボイェット
- ミスター・クロップマン - マーク・ロウレンス
- ブーツ・アーバス - アーヴィ・ロウ・ジュニア
- バムレッツ - ドミニク・ルセロ
- スウィフティ - ケヴィン・ステア
- スニッチ - ディ・キャスパリー
- キッド・ブリンク - トレイ・パーカー
- スナイプスフーター - マシュー・フィールズ
- テン・ピン - ケヴィン・マイケルズ
- サラ - ルーシー・ナラズ
- セオドア・ルーズベルト州知事 - デイヴィッド・ジェイムズ・アレキサンダー
- スノディ - ロバート・フィーニー
- ジェイク - ジョセフ・コンラド
- ダッチー - アイヴァン・デュディンスキー
- アイティ - ドミニク・マルドネイド
- メイティ・コンラド - ジュリア・バックス
- キャサリン・プランバー - ジュリア・パンド
- スペックス - マーク・デイヴィッド
- パイ・イースター - デイヴィッド・シドニ

## 楽曲
| #   | タイトル                          | 作詞 | 作曲・編曲 | Performer(s)               | 時間 |
| --- | --------------------------------- | ---- | ---------- | -------------------------- | ---- |
| 1.  | 「Newsies Prologue」              |      |            | マックス・カセラ           | 0:48 |
| 2.  | 「Carrying the Banner」           |      |            | ニュージーズ・アンサンブル | 6:15 |
| 3.  | 「Santa Fe」                      |      |            | クリスチャン・ベール       | 4:18 |
| 4.  | 「My Lovey-Dovey Baby」           |      |            | アン＝マーグレット         | 1:30 |
| 5.  | 「Fightin' Irish: Strike Action」 |      |            | J.A.C.レッドフォード       | 1:50 |
| 6.  | 「The World Will Know」           |      |            | ニュージーズ・アンサンブル | 3:20 |
| 7.  | 「Escape from Snyder」            |      |            | レッドフォード             | 2:08 |
| 8.  | 「Seize the Day」                 |      |            | ニュージーズ・アンサンブル | 2:01 |
| 9.  | 「King of New York」              |      |            | ニュージーズ・アンサンブル | 2:25 |
| 10. | 「High Times, Hard Times」        |      |            | ニュージーズ・アンサンブル | 2:54 |
| 11. | 「Seize the Day (Chorale)」       |      |            | ニュージーズ・アンサンブル | 1:12 |
| 12. | 「Santa Fe (Reprise)」            |      |            | ベール                     | 1:49 |
| 13. | 「Rooftop」                       |      |            | レッドフォード             | 3:13 |
| 14. | 「Once and for All」              |      |            | ニュージーズ・アンサンブル | 2:24 |
| 15. | 「The World Will Know (Finale)」  |      |            | ニュージーズ・アンサンブル | 1:50 |
| 16. | 「Carrying the Banner (Finale)」  |      |            | ニュージーズ・アンサンブル | 6:20 |

## 評価
批評家や観客から様々な否定的な意見が出て、興行的にも失敗して1,500万ドルの経費を取り戻すことができなかった。

### 批評
Rotten Tomatoesではレビュウ数35で平均スコアは40であった。以降cultural fanが増えてきている。クリスチャン・ベールは商業的には成功しなかったが、ファンはとても多いと語った。

### 興行収入
興行収入はアメリカ国内で2,819,485ドルで、ウォルト・ディズニー・スタジオで最低の記録となった。映画評論家および歴史家のレナード・マーティンは『ハワード・ザ・ダック/暗黒魔王の陰謀』と同等に扱った。

### ビデオ
ウォルト・ディズニー・ホーム・ビデオから1992年、ビデオ、2002年、コレクターズ・エディションのDVD、2012年6月19日、20周年記念版ブルーレイが発売された。

## 受賞歴
| 受賞歴                                 | 受賞歴                               | 受賞歴 | 受賞歴     | 受賞歴 |
| 賞                                     | 部門                                 | ノミネート者 | 結果       |        |
| -------------------------------------- | ------------------------------------ | --- | ---------- | ------ |
| 第14回ユース・イン・フィルム・アワード | 映画ヤング・アンサンブル・キャスト賞 | クリスチャン・ベール, デイヴィッド・モスコウ, ルーク・エドワーズ, マックス・カセラ, マーティ・ブラフスキー, アーヴィ・ロウ・ジュニア, アーロン・ロア, ゲイブリエル・デイモン, ション・グリーンブラット、エル・キーツ | ノミネート |        |
| 15th Stinkers Bad Movie Awards         | 最低映画賞                           | | ノミネート |        |
| 第13回ゴールデンラズベリー賞           | 最低映画賞                           | | ノミネート |        |
| 最低映画賞                             |                                      | | ノミネート |        |
| 最低監督賞                             | ケニー・オルテガ                     | | ノミネート |        |
| 最低助演男優賞                         | ロバート・デュヴァル                 | | ノミネート |        |
| 最低助演女優賞                         | アン＝マーグレット                   | | ノミネート |        |
| 最低オリジナル楽曲賞                   | "High Times, Hard Times"             | 受賞 |            |        |

## 実際のストライキ
1899年7月20日から8月2日まで実際に新聞少年のストライキが行なわれた。ストライキのリーダーは強いブルックリン訛りの片目のルイス・バラットで、呼び名は「キッド・ブリンク」(目をつむった子供)であった。映画では脇役として登場し、架空のカウボーイがリーダー役となっている。実際のストライキでは『ワールド』と『ジャーナル』が売れ残った新聞を買い戻すという妥協案で終結した。1899年のストライキについてはデイヴィッド・ネイソウの書籍『Children of the City: At Work and at Play 』(Anchor Press/Doubleday, 1985; Oxford University Press, 1986)に描かれている。

## 舞台化
ディズニー・シアトリカル・プロダクションズは映画を基にした舞台版ミュージカル『ニュージーズ』をプロデュースし、2011年9月25日から10月16日までニュージャージー州ミルバーンにあるペイパー・ミル・プレイハウスで上演された。ジェレミー・ジョーダンがジャック役、マックス・ユーリッチがその代役を務めた。舞台版では映画版の使用楽曲の他にいくつかの新曲が追加された。『My Lovey Dovey Baby 』、『High Times, Hard Times 』は舞台版では使用されていない。
ペイパー・ミル・プレイハウス版の新曲『The News Is Getting Better 』はブロードウエイ版では『The Bottom Line 』に、『Don't Come a-Knocking 』は『That's Rich 』に、『I Never Planned on You/Don't Come a-Knocking 』のメドレーとキャサリンとジャックによる『Then I See You Again 』は『Something to Believe In 』に置き換えられた。ペイパー・ミル・プレイハウスでのファン感謝祭で開幕前、映画版と舞台版の双方の出演者が『Fansies 』を歌った。
ブロードウエイに進出し、ネダーランド劇場にて2012年3月15日から28日までプレヴュウ公演が行われ、29日から6月10日まで本公演が行なわれた。プレヴュウ公演最初の週末の後、8月19日まで延長され、その後また無期限公演に延長された。2011年9月19日、『ザ・ビュー』の中で作曲家のアラン・メンケンと出演者が『Seize the Day 』と『Santa Fe 』を演奏した。同年、メイシーズ・サンクスギヴィング・デイ・パレードで『King of New York 』を演奏した。
現在ブロードウエイではコリー・コットがジャック・ケリー役を演じている。
舞台版はトニー賞においてミュージカル作品賞を含む8部門でノミネートされ、振付賞、オリジナル楽曲賞を受賞した。
2013年と2014年、ブロードウェイケアースに出演した。

## 関連事項
- 1899年の新聞少年ストライキ